# Arroio do Só
Arroio do Só és un barri de la ciutat brasilera de Santa Maria, Rio Grande do Sul. El barri està situat al districte d'Arroio do Só.

## Villas
El barri amb les següents villas: Água Boa, Alto dos Mários, Arroio do Só, Coitado, Parada João Alberti, Picada do Arenal, Rincão dos Becos, Rincão dos Pires, Rincão Nossa Senhora Aparecida, São Geraldo, Tronqueiras, Vila Arroio do Só i Vila Silva.
| Pains          | Palma                        | Palma Restinga Seca       |
| Pains          |                              | Restinga Seca             |
| Passo do Verde | Passo do Verde / Formigueiro | Restinga Seca Formigueiro |